# Pasquale Luiso
Pasquale Luiso (ur. 30 października 1969 w Neapolu) – włoski piłkarz grający na pozycji napastnika i trener piłkarski.

## Kariera klubowa
Swoją karierę rozpoczął w Pro Calcio Afragolese. Od 1984 grał w drużynie juniorskiej. Po dwóch latach gry w młodzieżówce został włączony do pierwszego zespołu biorącego udział w rozgrywkach Serie C2. Reprezentował ten klub do 1990, grając na pozycji prawoskrzydłowego. W 1990 trafił do AS Sora, gdzie rok później trener Claudio Di Pucchio zaczął ustawiać go jako napastnika, gdyż widział u niego predyspozycje do gry na tej pozycji. Przez dwa lata strzelił w tym klubie 59 goli, co przyczyniło się do jego awansu do Serie C2 w 1992. W sezonie 1993/1994 został królem strzelców grupy Girone C w Serie C2 z 22 bramkami na koncie, a Sora awansowała do Serie C1 po barażach. W 1994 przeszedł do Torino FC, w którym zadebiutował w Serie A. Ponieważ nie był w stanie przebić się do pierwszego składu, w którym pewne miejsce mieli Ruggiero Rizzitelli i Andrea Silenzi w październiku 1994 został wypożyczony do grającej w Serie B Pescary Calcio, w której strzelił 7 goli w 21 meczach.
W sezonie 1995/1996 początkowo był zawodnikiem Chievo Werona, ale jeszcze przed jego rozpoczęciem przeniósł się do US Avellino. Strzelił dla tej drużyny 19 goli w 36 meczach, ale nie uchroniło jej to przed spadkiem do Serie C1. Został wtedy wykupiony przez Chievo, skąd kupiła go Piacenza Calcio. Grał w tym klubie na pozycji środkowego napastnika i strzelił 14 goli, w tym trzy hat-tricki, z czego 1 decydujący o zwycięstwie 3-2 z A.C. Milan 1 grudnia 1996, po którym Óscar Tabárez, ówczesny trener mediolańskiego klubu podał się do dymisji, a zastąpił go Arrigo Sacchi. Rozgłos w kraju przyniosło Luiso także tańczenie makareny z kolegami z drużyny po każdym strzelonym przez niego golu. Dzięki jego dobremu występowi w meczu o utrzymanie w lidze z Cagliari Calcio, w którym strzelił 2 gole, Piacenza wygrała mecz 3:1. W 1997 doszło do wymiany między Piacenzą a Vicenzą, w wyniku której Luiso trafił do Vicenzy, a w odwrotnym kierunku przeszedł Roberto Murgita. W swoim pierwszym sezonie w nowym klubie Luiso strzelił 8 goli w Pucharze Zdobywców Pucharów, dzięki czemu został królem strzelców tego pucharu. Mimo to w następnym sezonie został wypożyczony do końca sezonu do Pescary, a Vicenza spadła do Serie B. Po okresie wypożyczenia Luiso wrócił do Vicenzy i głównie dzięki niemu już po roku klub ten wrócił do najwyższej klasy rozgrywkowej (13 goli w sezonie 1999/2000). W styczniu 2001 został sprzedany do Sampdorii, a w odwrotnym kierunku trafił Carmine Esposito. W pierwszym sezonie zdobył dla tego zespołu 10 bramek, a Sampdoria zakończyła sezon na piątym miejscu, natomiast w kolejnym sezonie Luiso był autorem 3 goli w 26 meczach. W sierpniu 2002 genueński klub rozwiązał kontrakt z zawodnikiem, który niespełna miesiąc później został zatrudniony przez Ancona Calcio, z której go dwukrotnie wypożyczono – do Salernitany i w lipcu 2003 do US Catanzaro, które opuścił w listopadzie tego samego roku. W lipcu 2004 ponownie został zawodnikiem Catanzaro, lecz klub nie korzystał już z jego usług, więc w styczniu 2005 wrócił na kilka miesięcy do Sory, po czym przeniósł się do Teramo Calcio. W styczniu 2007 został zawodnikiem Celano FC, dla którego strzelił 6 goli w 10 meczach. Potem był przez pewien czas zawodnikiem CA Priverno, a w listopadzie 2007 wrócił do Sory, w której zakończył karierę.

## Kariera trenerska
W styczniu 2010 został zatrudniony na stanowisku trenera AS Sora. W pierwszym sezonie pracy zapewnił klubowi utrzymanie w lidze w ostatniej kolejce, a w drugim wywalczył awans do Serie D. W sierpniu 2011 przedłużył kontrakt z zespołem. W grudniu 2011 Luiso zrezygnował z prowadzenia drużyny, a funkcję trenera objął Fabrizio Perrotti. W grudniu 2013 został szkoleniowcem Sulmony Calcio. W lipcu 2014 objął posadę trenera Unione Triestina 2012. W sierpniu 2014 objął posadę szkoleniowca Celano FC, a w lutym 2015 został zwolniony. 1 sierpnia 2016 objął posadę trenera młodzieżowej drużyny Vicenzy Calcio.